# Малкочкьой
Малкочкьой или Булгар Малкоч (на турски: Malkoçköy) е село в Източна Тракия, Турция, Вилает Одрин. Околия Узункьопрю.

## География
Селото се намира на 5 км източно от Узункьопрю.

## История
В XIX век Малкоч е гръцко село в Узункьоприйска кааза в Одринския вилает на Османската империя. Според „Етнография на вилаетите Адрианопол, Монастир и Салоника“, издадена в Константинопол в 1878 година и отразяваща статистиката на населението от 1873 година, Малкоч (Malcotch) има 60 домакинства и 267 жители гърци.